# Osolnik (priimek)
Osolnik je priimek več znanih Slovencev:
- Andrej Osolnik, direktor OVS MORS
- Bogdan Osolnik (1920 - 2019), politik, urednik, diplomat in publicist
- Boris Osolnik (*1961), agronom, biolog
- Eva Osolnik, športna plesalka
- Katarina Osolnik, zdravnica pulmologinja (=?) Katja Osolnik Stražiščar (*1944)
- Mara Rupena Osolnik (1918 - 2003), političarka (učiteljica)
- Marijan Osolnik (1929 - 2017), diplomat
- Marko Osolnik (*1972), diplomat-analitik, publicist
- Mirjana Osolnik (1948 - 2017), sodnica
- Mojca Osolnik, šefinja kabineta predsednika vlade J. Drnovška
- Niko Osolnik, raziskovalec
- Tim Osolnik (*1996), košarkar
- Vera Klopčič (r. Osolnik) (*1950), pravnica, strokovnjakinja za narodnostna in manjšinska vprašanja, direktorica INV
- Viktorija Osolnik Kunc, lektorica nemščine, sodna tolmačka
- Vladimir Osolnik (1948 - 2025), slavist, literarni zgodovinar (srbohrvatist), prevajalec, univ. prof.